# Cesy Leonard
Cesy Leonard (* 26. November 1982 in Stuttgart) ist eine deutsche Künstlerin, Filmemacherin und Gründerin der Radikalen Töchter.

## Werdegang
Cesy Leonard wurde 1982 als älteste Tochter eines australischen Vaters und einer deutschen Mutter in Stuttgart geboren. Ihre künstlerische Laufbahn begann als Graffitiartist in Stuttgart. Sie war eine der wenigen Frauen in der Stuttgarter Hip-Hop-Szene. Sie rappte in der Frauen-Crew „No Frills“, die gemeinsam mit den Bands der „Goldenen Mitte“ (den Anfängen von Chimperator Productions) auftraten. Cesy Leonard studierte Schauspiel an der  Schauspielschule „Der Kreis“. Ihr erstes Engagement als Schauspielerin hatte sie 2001 als durchgehende Rolle in der ARD-Serie Fabrixx.
2010 fing Cesy Leonard an, Regie zu führen. Von 2011 bis 2019 war sie Chefin des Planungsstabs des Zentrums für Politische Schönheit. Dort leitete sie das Filmdepartment und war Teil des kreativen Künstlerstabes. Mit ihrem Team trat sie immer wieder mit radikalen Aktionen im öffentlichen Raum in Erscheinung. Cesy Leonard über ihre Arbeiten beim Zentrum für Politische Schönheit: „Wir sind Künstler, wir machen Aktionskunst, wir machen keinen Polit-Aktivismus, wir versuchen den Kunstbegriff weiter zu treiben und mit der Kunst wirklich Veränderung zu schaffen.“ Ihr für das Zentrum für Politische Schönheit produziertes Video „Schuld – die Barbarei Europas“ gewann 2012 den Deutschen Webvideopreis. Ihr Kurzfilm „Montags Tanzen“ lief 2015 u. a. auf dem Max Ophüls Festival in Saarbrücken.

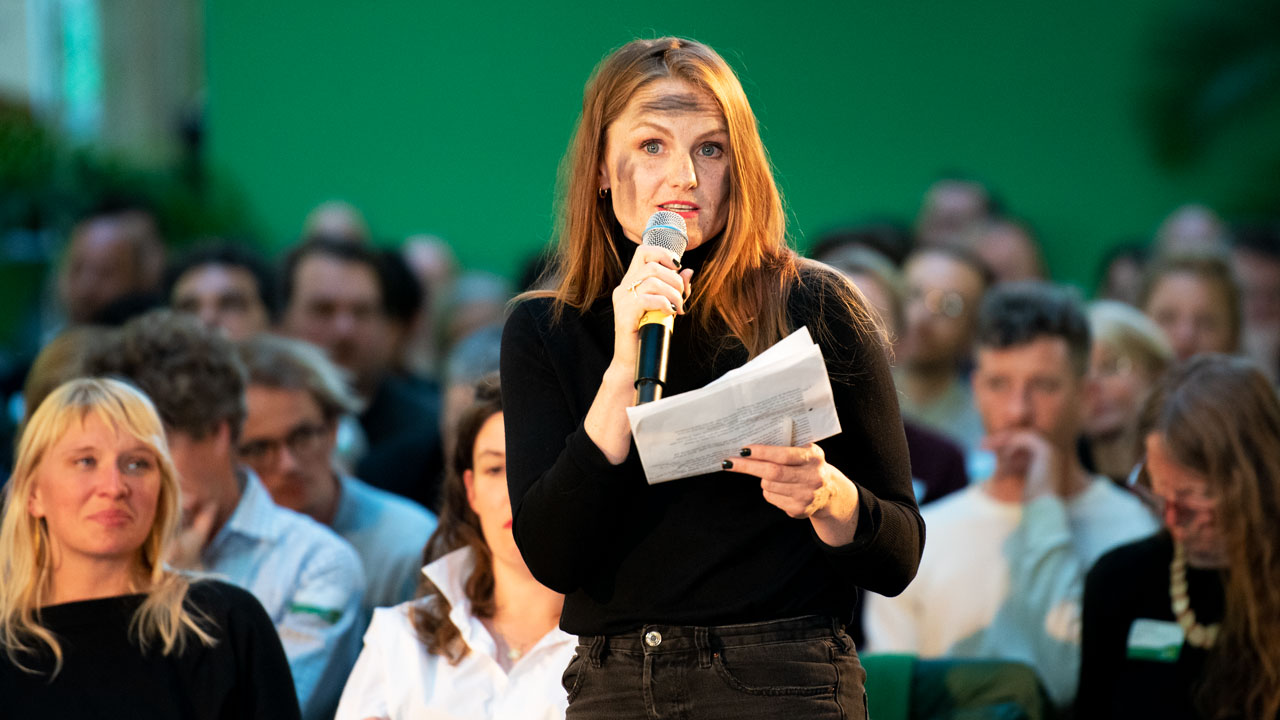
Under pressure – Kunst und Freiheit: Cesy Leonard (2019)

2019 gründete Cesy Leonard mit ihrer Kollegin Katharina Haverich die Radikalen Töchter. „Die Aktionskünstlerinnen Cesy Leonard und Katharina Haverich gründeten diese Gruppe, um Welle zu machen, um zu politisieren – und das draußen, auf dem platten Land, in Dörfern und vergessenen Kleinstädten.“ „In ihren Ausbildungscamps inspirieren die Radikalen Töchter zu wirkungsvollen, spektakulären Protestformen“ wobei sie eine kritische Masse hinterlassen, um die Demokratie zu stärken.

## Aktionen und Ausstellungen
Als Chefin des Planungsstabs zusammen mit anderen Mitgliedern des Zentrums für Politische Schönheit:
- November 2017: „Bau das Holocaust-Mahnmal direkt vor Höckes Haus!“ Das ZPS installiert einen Ableger des Denkmals für die ermordeten Juden Europas auf dem Nachbargrundstück des AfD-Politikers Björn Höcke im thüringischen Bornhagen.[12][13]
- Juni 2017: „Scholl 2017“. Das ZPS rekrutierte mit den Münchner Kammerspielen bayerische Schüler, die bereit sind, im Geiste der Geschwister Scholl bzw. der Widerstandsgruppe Weiße Rose in eine Diktatur zu reisen, um mit Flugblättern zum Sturz des Regimes aufzurufen.[14]
- Juni 2016: „Flüchtlinge fressen“. Das ZPS suchte öffentlich nach Flüchtlingen, die bereit waren, sich vor dem Maxim Gorki Theater in einer römischen Arena von vier lebenden Tigern fressen zu lassen.[15]
- März 2016: „Schweiz Entköppeln“, als Kritik an Roger Köppel.[16]
- September 2015: „Die Brücke“. Das Zentrum verankert eine Rettungsplattform für Flüchtlinge im Mittelmeer.[17]
- September 2015: „2099“. Ein Theaterstück aus der Zukunft am Schauspiel Dortmund.[18]
- Juni 2015: „Die Toten kommen“. Künstler des Zentrums begraben eine syrische Frau auf dem muslimischen Teil des Friedhofs Berlin-Gatow und einen Mann in Berlin-Schöneberg.[19]
- November 2014 Maxim-Gorki-Theater, zeitweise Entwendung einiger Mauerkreuze, um auf die neue Mauer an den EU-Außengrenzen aufmerksam zu machen und als Protest gegen den Tod von Flüchtlingen an diesen und Fahrt an die EU-Außengrenzen Bulgarien und Griechenland.[20]
- Mai 2014: „Kindertransporthilfe des Bundes“. Das ZPS sucht im Namen von Familienministerin Manuela Schwesig Pflegefamilien für 55.000 syrische Kinder, um die Kindertransporte aus den 1930er Jahren politisch zu reanimieren.[21][22]

## Auszeichnungen
- Dezember 2015: Amadeu Antonio Preis für die Aktionen „Kindertransporthilfe des Bundes“, „Erster Europäischer Mauerfall“ und „Die Toten kommen“ – damit setzt das Zentrum für Politische Schönheit ein deutliches Zeichen gegen die abschottende europäische Flüchtlingspolitik.[23]
- 2012: Deutscher Webvideopreis für das Video „Schuld – Die Barbarei Europas“ vom Zentrum für Politische Schönheit, als Jury-Preis in der Kategorie FYI (For Your Information).[24]